# 힘쎈여자 강남순
《힘쎈여자 강남순》은 2023년 10월 7일부터 2023년 11월 26일까지 방영된 JTBC 토일 드라마다.

## 기획의도
- 선천적으로 어마무시한 괴력을 타고난 3대 모녀가 강남을 중심으로 벌어지는 신종마약범죄의 실체를 파헤치는 글로벌 쓰리(3) 제너레이션 프로젝트

## 제작진

### 제작사
- 바른손씨앤씨
- 스토리피닉스
- SLL

### 제작
- 백미경
- 서우식

### 극본
- 백미경: SBS 특집 드라마 《강구 이야기》(집필), JTBC 금토 드라마 《사랑하는 은동아》(집필), JTBC 금토 드라마 《힘쎈여자 도봉순》(집필), JTBC 금토 드라마 《품위있는 그녀》(집필), 도서 《품위있는 그녀》(집필), KBS 2TV 월화 드라마 《우리가 만난 기적》(집필), tvN 토일 드라마 《날 녹여주오》(집필), 도서 《날 녹여주오》(집필), tvN 토일 드라마 《마인:MINE》(집필), 도서 《마인:MINE》(집필), 영화 《흥부》(각본) 집필

### 연출
- 김정식: tvN 일일 시트콤 《감자별 2013QR3》(PD), TV조선 일일 시트콤 《너의 등짝에 스매싱》(연출), 넷플릭스 《내일 지구가 망해버렸으면 좋겠어》(공동 연출) 연출
- 이경식: TV조선 토일 드라마 《바람과 구름과 비》(제작), TV조선 토일 드라마 《복수해라》(공동 연출), JTBC 토일 드라마 《닥터 차정숙》(책임 PD) 연출

## 등장 인물

### 주요 인물
- 이유미: 강남순(22세) 역(아역: 서이수, 안태린) - 순수하지만 그만큼 와일드한 여자, 금주와 봉고의 딸. 중간의 외손녀.
- 김정은: 황금주(44세) 역 - 강남 전당포 '골드블루' 대표, 자존감 드높은 한강이남 최고 현금 졸부. 중간의 딸. 남순의 어머니. 봉고의 전처.
- 김해숙: 길중간 역(젊은시절: 한여울) - 남순의 친외할머니이자 금주의 어머니, 힘쎈 모녀 3대의 대장격. 마장동의 살아있는 전설, 별명 천하무적 정육여인. 왕년에 마장동 정육업계의 큰손. 봉고의 전 장모.
- 옹성우: 강희식 역 - 경찰대 출신 수재, 지덕체 겸비, 강한지구대 소속 경위.
- 변우석: 류시오 역 (†) - 커머스 유통업체 '두고' 대표, 싸이코패스.

### 강남순 주변인물
- 이승준: 강봉고 역 - 강남순의 아버지. 사진작가.
- 한상조: 강남인 역 - 강남순의 쌍둥이 동생. 사주카페 사장.
- 김기두: 황금동 역 - 강남순의 외삼촌. 황금주의 동생이자 길중간의 아들.
- 주우재: 지현수 역
- 박경리: 노선생 역

### 강남한강지구대
- 박영탁: 오영탁 역 - 마수계 특수팀 돌직구 형사, 마약 수사대 팀 희식의 파트너이자 선배.
- 류하성: 진선규 역 - 마수계 특수팀 브레인 막내, 별명은 참마. (참치마요의 준말) 합기도 선수 출신 강력 전문.
- 송진우: 김석호 역 - 마수계 특수팀 검객, 별명은 쓰봉. (맥스봉의 쓰봉) 경호원 출신 태권도 특채무도 경찰.
- 정승길: 하동석 역 - 마수계 특수팀 대장(팀장), 특전사 출신 마약첩보전문.
- 김시현: 여지현 역 - 강남한강지구대 순경

### 황금주 주변인물
- 최희진: 리화자 역 (†) - 화자는 금주가 잃어버린 남순과 너무나 똑 닮았다, 금주를 만난 후부터 화자의 인생은 지화자 꽃길이 된다. 진짜 '강남순'이 나타나기 전까진. 결국 화자는 남순을 없애려 음모를 꾸미는데..... 본명은 이명희.
- 오정연: 정나영 역 - 금주의 비서
- 이중옥: 김남길 역 - 금주의 직원
- 아키라: 브래드 송 역 - 엄청 섹시하게 잘생긴 희대의 사기꾼, (미국에 가본 적도 없지만) 월가의 불맨으로 통하는 인물.
- 이창호: 남홍도 역 - 브래드 송의 비서
- 이용우: 젠틀맨 역 - 오플렌시아 요원

### 길중간 주변인물
- 정보석: 서준희 역 - 남인이 운영하는 타로카페 바리스타, 중간의 절친
- 임하룡: 황국종 역 - 중간의 남편이자 티벳 구루 경력 보유, 금주와 금동의 아버지. 남순과 남인의 외할아버지. 봉고의 전 장인.

### 류시오 주변인물
- 윤성수: 윤 비서 역 - 시오의 비서, 시오에게 오랜 시간 가스라이팅 당해온 비운의 인물.
- 콘스탄틴 블라소프 (Konstantin Vlasov): 카일 알렉산드로스 역 - 시오의 오른팔, 거구의 러시아 출신 주짓수 챔피언.

### 그 외 인물
- 바트수미야 바트도르지 (Batsumiya Batdorj): 졸자야 역 - 남순을 키워준 몽골의 엄마, 씩씩하고 더없이 모성이 강하다. 황야에서 말을 타고 달려온 낯선 아이. 코코의 아내.
- 체렌볼드 체그미드 (Tserenbold Tsegmid): 코코 역 - 남순을 키워준 몽골 아빠, 등빨 좋은 남자지만 딸 바보다. 딸과 친구 같은 아빠.

### 기타 인물
- 박혜나: 김 마담 역
- 한동원: 갈치(신강수) 역
- 윤서현: 허 팀장 역
- 박지아: 범(파벨의 심복) 역
- 곽자형: 식당 사장 역
- 하동준
- 김미화
- 미상: 박 사장 역
- 미상: 서준희의 딸을 사칭한 보이스피싱범 역
- 강신조
- 김현명: 홍정호 역
- 한다희: 한민정(김태리) 역
- 김대한
- 강길우: 닥터 최 역
- 이홍내: 빙빙 역

### 특별출연
- 김원해: 사기꾼 남자1 역(1회)
- 싸이(1회)
- 박보영: 도봉순 역(3회)
- 박형식: 안민혁 역(3회)
- 한여울: 젊은 시절 길중간 역(3회)
- 한철우: 기자 역(1회)
- 김해준: 최준 역(3회)
- 전수경: 강희식 어머니 역(4회)
- 이희진: 백 대리 역(8회~10회, 13회, 15회)
- 김병춘: 강희식 아버지 역(16회)
- 오나라: 장충동 엄마 윤희 역(16회)
- 강지영: 뉴스앵커 역 (16회)

## 여담
- 황진이와 황금주는 사촌 관계다.
- 도봉순과 강남순은 6촌 관계다.
- 김원해는 도봉순에 이어 강남순에 특별출연을 했다.
- 강남순 스핀오프인 웹툰 힘쎈여자 황금주가 공개 되었다.
- 도봉, 강남은 모두 서울 행정구역이다.
- 전작 배우 박보영, 박형식이 특별출연을 한다.
- 힘쎈여자의 두번째 시리즈다.
- 도봉순 1회 시청률 3.9%, 강남순 1회 시청률 4.8%로 강남순이 이겼다.
- 힘은 모계 유전이다.
- 강남순의 목소리는 헤이지니와 비슷하다

## 시청률
| 2023년 | 2023년    | 2023년                            | 2023년         | 2023년       |
| 회차   | 방송일    | 부제 (서브 타이틀)                | 닐슨 시청률    | 닐슨 시청률  |
| 회차   | 방송일    | 부제 (서브 타이틀)                | 대한민국(전국) | 수도권(서울) |
| ------ | --------- | --------------------------------- | -------------- | ------------ |
| 제1회  | 10월 7일  | 괴력소녀의 탄생                   | 4.296%         | 4.822%       |
| 제2회  | 10월 8일  | 강남순 강남에 오다                | 6.062%         | 5.848%       |
| 제3회  | 10월 14일 | 쓰리 제너레이션                   | 8.004%         | 8.950%       |
| 제4회  | 10월 15일 | 모두가 만났다                     | 9.760%         | 10.547%      |
| 제5회  | 10월 21일 | 서울의 비질란테                   | 7.278%         | 7.928%       |
| 제6회  | 10월 22일 | Mystery-x                         | 8.096%         | 8.402%       |
| 제7회  | 10월 28일 | 밤의 무지개                       | 7.344%         | 8.395%       |
| 제8회  | 10월 29일 | 강남의 빛과 그림자                | 8.472%         | 9.050%       |
| 제9회  | 11월 4일  | 악의뿌리                          | 7.139%         | 7.688%       |
| 제10회 | 11월 5일  | 바지환자 바지직원 그리고 바지남편 | 8.720%         | 9 292%       |
| 제11회 | 11월 11일 | 일촉즉발                          | 7.571%         | 7.890%       |
| 제12회 | 11월 12일 | 용호상박                          | 8.474%         | 9.014%       |
| 제13회 | 11월 18일 | 군소의 피를 사수하라              | 7.381%         | 8.294%       |
| 제14회 | 11월 19일 | 예고된 피바람                     | 8.986%         | 9.553%       |
| 제15회 | 11월 25일 | 힘쎈여자 강남순                   | 8.989%         | 9.605%       |
| 제16회 | 11월 26일 | 사랑과 정의의 이름으로 (최종회)   | 10.420%        | 11.108%      |

## 참고 사항
- 2023년 10월 21일과 2023년 10월 22일 방송분은 '19세 이상 시청가'로 편성되었다.
- 극중 강남순과 류시오 역을 맡고 있는 이유미와 변우석은 같은 소속사 바로엔터테인먼트에 속해 있다.
- 극중 리화자 역을 맡은 최희진은 《힙하게》가 종영하는 동시에 바로 출연하였다
- 극중 황국종 역을 맡은 임하룡은 《우당탕탕 패밀리》에 이어 두 작품 연속으로 출연하게 되었다.
- 김정은과 김해숙은 2015년 방송되었던 MBC 주말연속극 《여자를 울려》 이후 9년만에 재회하였다.
- 정보석과 윤서현은 2009년 방송되었던 MBC 일일시트콤《지붕뚫고 하이킥!》 이후 15년만에 재회하였다.
- 정보석과 김해숙은 1999년 방송되었던 KBS TV소설 《당신》이후 25년만에 재회하였다.
- 극중 강희식 역을 맡고 있는 옹성우가 입대하기전 마지막 작품 이기도 하다.

## 같이 보기
- 2017년 JTBC 금토 미니시리즈 《힘쎈여자 도봉순》